# 白苋
白苋（学名：Amaranthus albus）为苋科苋属的植物。其种加词“albus”意为“白色的”。分布于日本、欧洲、中亚、远东地区、高加索、北美以及中国大陆的河北、黑龙江、新疆等地，生长于海拔200米至1,800米的地区，多生在路旁、人家附近和杂草地上，目前已由人工引种栽培。